# Durmã (Afeganistão)
Durmã (Durman) é uma cidade do Afeganistão, localizada na província de Badaquexão.